# Comuna de Hajnówka
Hajnówka (em bielorrusso: гмiна Гайнаўка, hmina Hajnaŭka; em 1954 comuna de Nowoberezowo) é uma comuna rural na voivodia da Podláquia, no condado de Hajnówka. Nos anos de 1975 a 1998, a comuna estava localizada na voivodia de Białystok. Em 2010, a língua bielorrussa foi introduzida no município como língua auxiliar.
A sede da comuna é Hajnówka.
Segundo dados de 31 de dezembro de 2022, a comuna era habitada por 3 662 pessoas.

## Estrutura de superfície
Segundo dados de 2002, a comuna de Hajnówka tem uma área de 292,9 km², compreendendo:
- Terras agrícolas: 37%
- Área florestal: 56%

A comuna de Hajnówka tem 3 662 habitantes, representando 8,3% da população do condado. A comuna constitui 18,0% da área do condado.

## Demografia
Dados em 31 de dezembro de 2022:
| Descrição                         | Total     | Total | Mulheres  | Mulheres | Homens    | Homens |
| --------------------------------- | --------- | ----- | --------- | -------- | --------- | ------ |
| unidade                           | habitante | %     | habitante | %        | habitante | %      |
| população                         | 3 662     | 100   | 1 802     | 49,2     | 1 860     | 50,8   |
| densidade populacional (hab./km²) | 12,5      | 12,5  | 6,2       | 6,2      | 6,3       | 6,3    |

## Composição nacional
Conforme os resultados do Censo Nacional de População e Habitação 2002, a comuna rural de Hajnówka era uma das comunas onde as pessoas de nacionalidade polonesa representavam menos de metade da população. A nacionalidade polonesa foi declarada na época por 34,29% da população. A nacionalidade bielorrussa, ao mesmo tempo, foi indicada por 65,47% da população da comuna.

## Religião
A maioria dos habitantes da comuna professa a ortodoxia, existem três paróquias ortodoxas na comuna: em Nowoberezów, em Orzeszków e em Dubiny. Os católicos e representantes de outras denominações pertencem a instituições pastorais em Hajnówka.

## Sołectwa

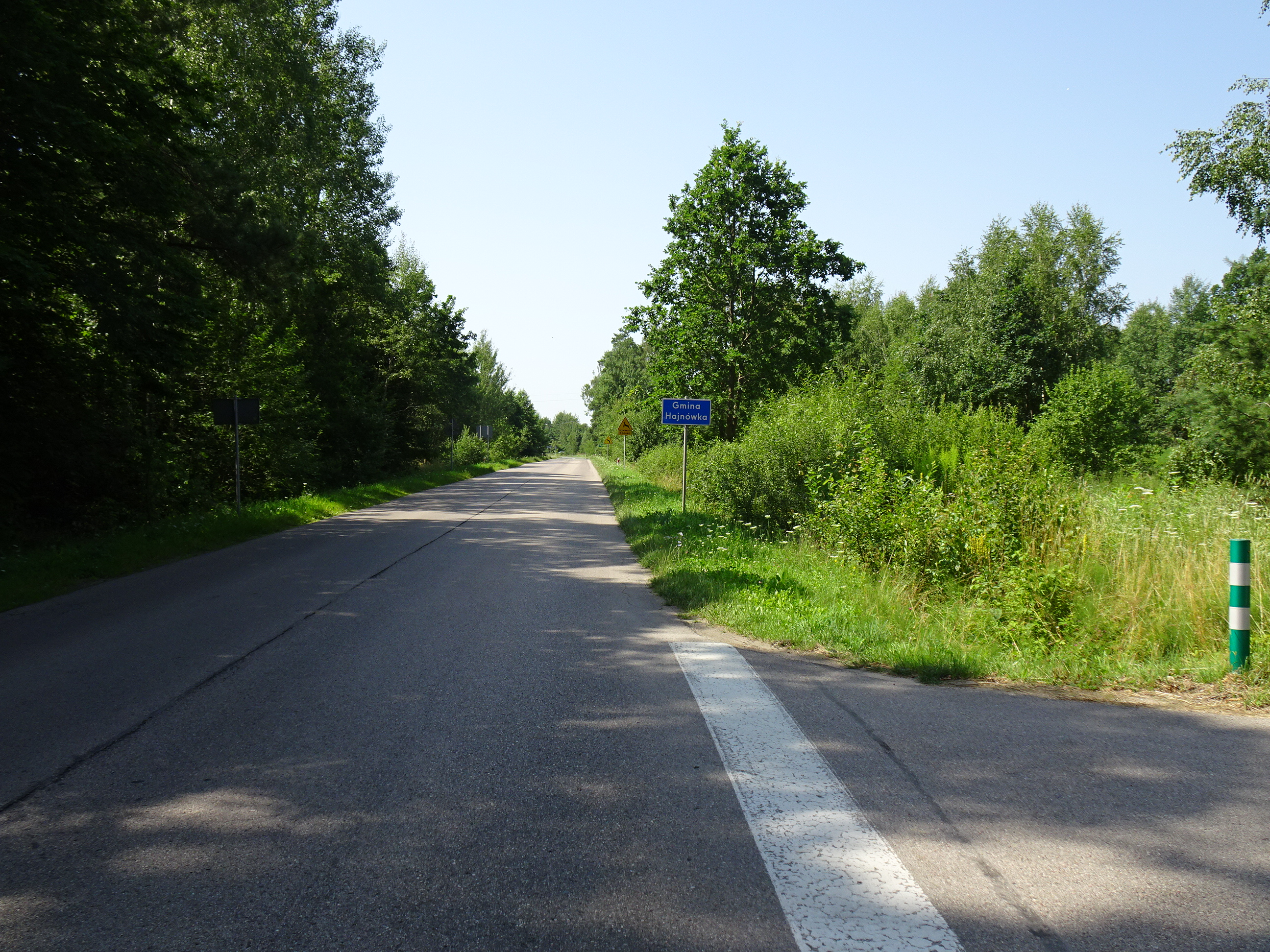
Entrada para a comuna pelo lado de Narewka

Bielszczyzna, Borek, Borysówka, Chytra, Czyżyki, Dubicze Osoczne, Dubiny, Kotówka, Lipiny, Łozice, Mochnate, Nowoberezowo, Nowokornino, Nowosady, Orzeszkowo, Pasieczniki Duże, Postołowo, Puciska, Progale, Rzepiska, Stare Berezowo, Topiło, Trywieża, Wasilkowo, Wygoda.

## Povoamento humano
Bokówka, Dubińska Ferma, Golakowa Szyja, Majdan, Nieznany Bór, Olchowa Kładka, Olszyna, Pasieczniki-Stebki, Przechody, Sacharewo, Sawiny Gród, Skryplewo, Smolany Sadek, Sorocza Nóżka, Sosnówka, Wygon, Zwodzieckie, Podtrostyniec, Zatrostyniec.

## Comunas vizinhas
Białowieża, Czyże, Dubicze Cerkiewne, Hajnówka, Narew, Narewka. A comuna é adjacente à Bielorrússia.